# Sonho (Sandman)
Sonho é personagem da editora Vertigo, uma divisão da DC Comics, bem como da revista em quadrinhos homônima criada por Neil Gaiman, sendo o personagem principal do enredo. As primeiras histórias foram publicadas em 1988 a partir da intenção de editores da DC Comics de reformularem o personagem da Era de Ouro chamado Sandman (Wesley Dodds), de acordo com proposta do escritor Gaiman . Não obstante, o Sandman original (que segundo o novo conceito teria se inspirado na entidade mitológica que lhe aparecia em sonhos) também teria sua série própria na Vertigo, chamada Sandman Mystery Theatre, ambientada na década de 1930 em estilo pulp/noir.

## Personagem
Sonho é também é conhecido como Morpheus, Sandman, Devaneio, Oneiros, (Lorde) Moldador, Kai’Ckul e vários outros em línguas já esquecidas. É o governante do Sonhar. Ele é um Pérpetuo (the Endless), ou seja, uma das manifestações antropomórficas de aspectos comuns a todos os seres vivos: Destino,   Desencarnação (ou Morte), Devaneio (ou Sonho), Destruição, Desejo, Desespero e Delírio, todos entidades responsáveis pelo ordenamento da realidade conhecida. Só sua existência mantém coeso o universo físico e todos os seres vivos. 

## Personalidade
Sonho é um herói nobre, trágico, no estilo tradicional dos heróis da tragédia grega. Às vezes parece insensível, outras meditativo ou irado, mas invariavelmente melancólico. Já seu lado mais racional está sempre ciente de suas responsabilidades, tanto para com as pessoas comuns quanto para aqueles de suas terras. Compartilha uma ligação recíproca de dependência e de confiança com sua irmã mais velha, a Morte. Apesar de obscuro, talvez por ter de conviver com a imaginação e os desejos reprimidos de todos os seres vivos que libertam suas mentes em seu reino, ele se esforça vigorosamente em compreender sua própria natureza e a dos outros perpétuos¨

## Aparência
De modo geral, Sandman aparece para cada pessoa como o aspecto mais nobre de sua raça. Como personagem, Sonho é extremamente pálido, tem cabelos negros e se veste geralmente apenas com uma peça de tecido dourado enrolada ao corpo. A forma na qual geralmente é visto na revista parece ter sido baseada na aparência do cantor Robert Smith (vocalista da banda The Cure). Já apareceu, na história chamada "Histórias na Areia", interagindo com os antepassados de uma tribo da África sub-saariana, representado como um homem negro chamado Kai'Ckul. Também já apareceu transfigurado em gato na história "Sonho de Mil Gatos" e também como raposa no especial "Caçadores de Sonhos". 
Sonho às vezes é visto com uma ou mais de suas ferramentas: uma algibeira cheia de areia, um rubi e um elmo de formato bastante singular. O elmo foi feito com ossos de um deus morto e só costuma ser usado em algumas situações, como viagens a lugares inóspitos. Também é seu símbolo na galeria de cada Perpétuo. Ele sempre se veste de preto, exceto quando usa seu traje formal, que tem detalhes roxos e azuis. No seu passado não costumava ser assim. Na história "Homens de Boa Sorte", Sonho é visto em diferentes momentos nos últimos 500 anos. Nessa história seus trajes são um pouco mais convencionais do que os do Sonho moderno, mas ainda com um ar de excentricidade. Outro detalhe, seus olhos são negros como a noite pontilhada por milhares de estrelas brilhantes.

## Poderes e Habilidades
No mundo real, Sandman é praticamente indestrutível, já que não é feito de carne e osso, mas sim de ideias solidificadas. Ele também pode fazer objetos e ele mesmo desaparecerem, entrando e saindo de sonhos e mundos do Sonhar, assim como pode materializar sonhos em realidade. Outra habilidade sua é a de conhecer pessoas, em um nível básico e instintivo, já que ele manda sonhos a elas. Morte e Destino compartilham esta mesma habilidade (Destino possui a habilidade em um grau mais elevado, pois conhece tudo a respeito de todos).
No Sonhar, seus poderes são mais elevados, pois ele é o rei e mestre deste mundo. Sandman é capaz de transitar nos sonhos, enviar e controlar sonhos e influenciar os eventos em sonhos. Também possui poder sobre a natureza fundamental da realidade e então é capaz de distorcê-la e mudá-la. Um poder que é mais considerado um dever é a responsabilidade pelo conteúdo dos sonhos e fazer que certas mensagens e ideias cheguem às pessoas certas na forma de sonhos. A intensidade de seu poder varia em outras dimensões, como regra geral.